# HD 69194
HD 69194，又名CD-49 3430，SAO 235819、HR 3247，是一颗恒星，视星等为5.51，位于銀經265.6，銀緯-8.65，其B1900.0坐标为赤經8h 10m 40.4s，赤緯-49° -8.65′ 33″。